# Mittelsächsisches Theater

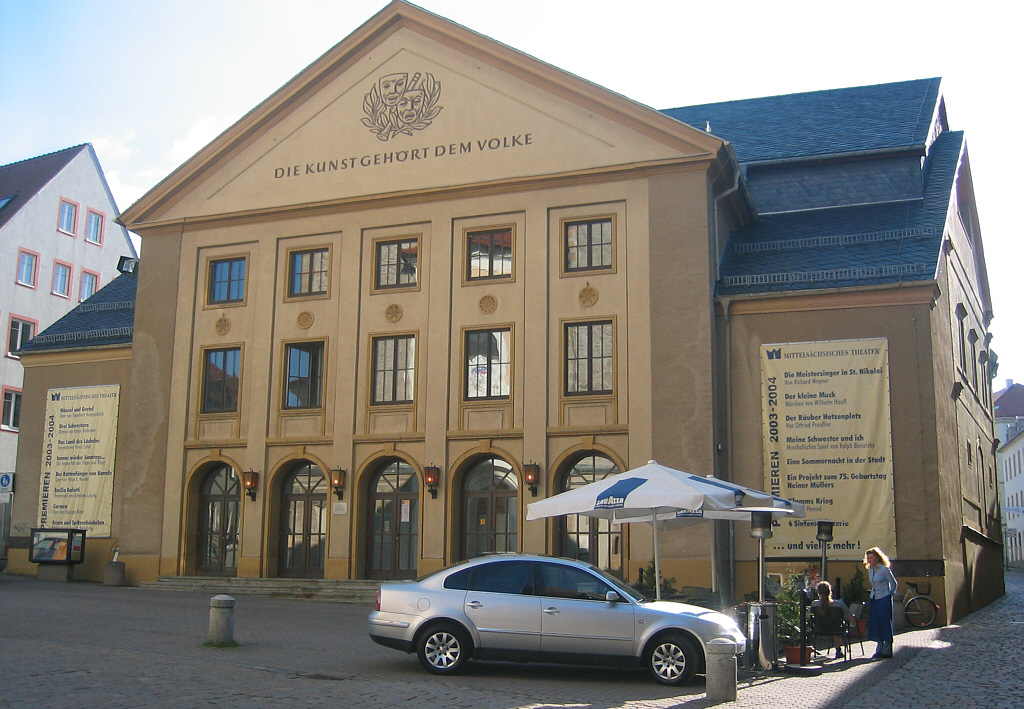
Die Freiberger Spielstätte des Mittelsächsischen Theaters

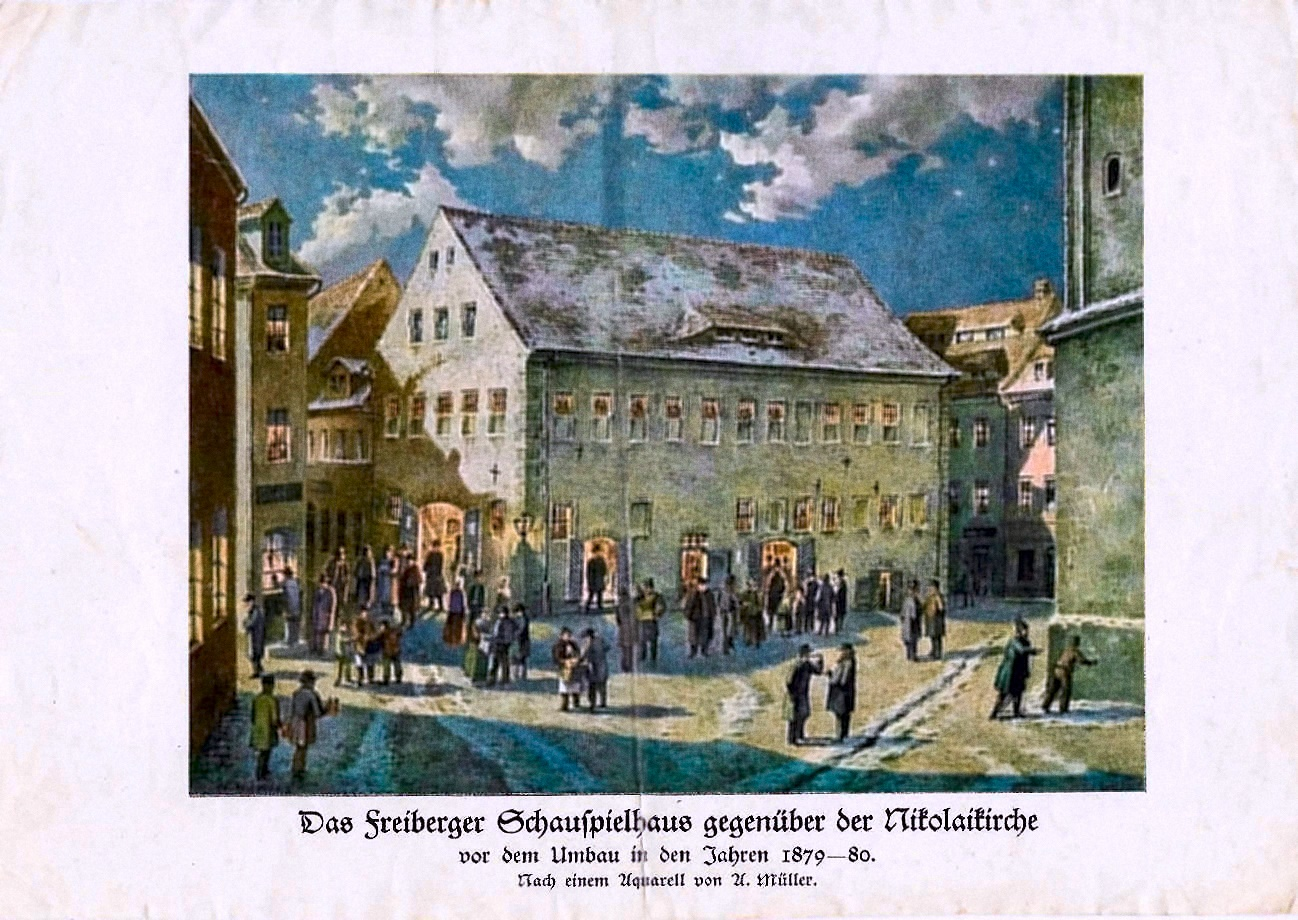
Das Freiberger Schauspielhaus vor dem Umbau 1879 bis 1880

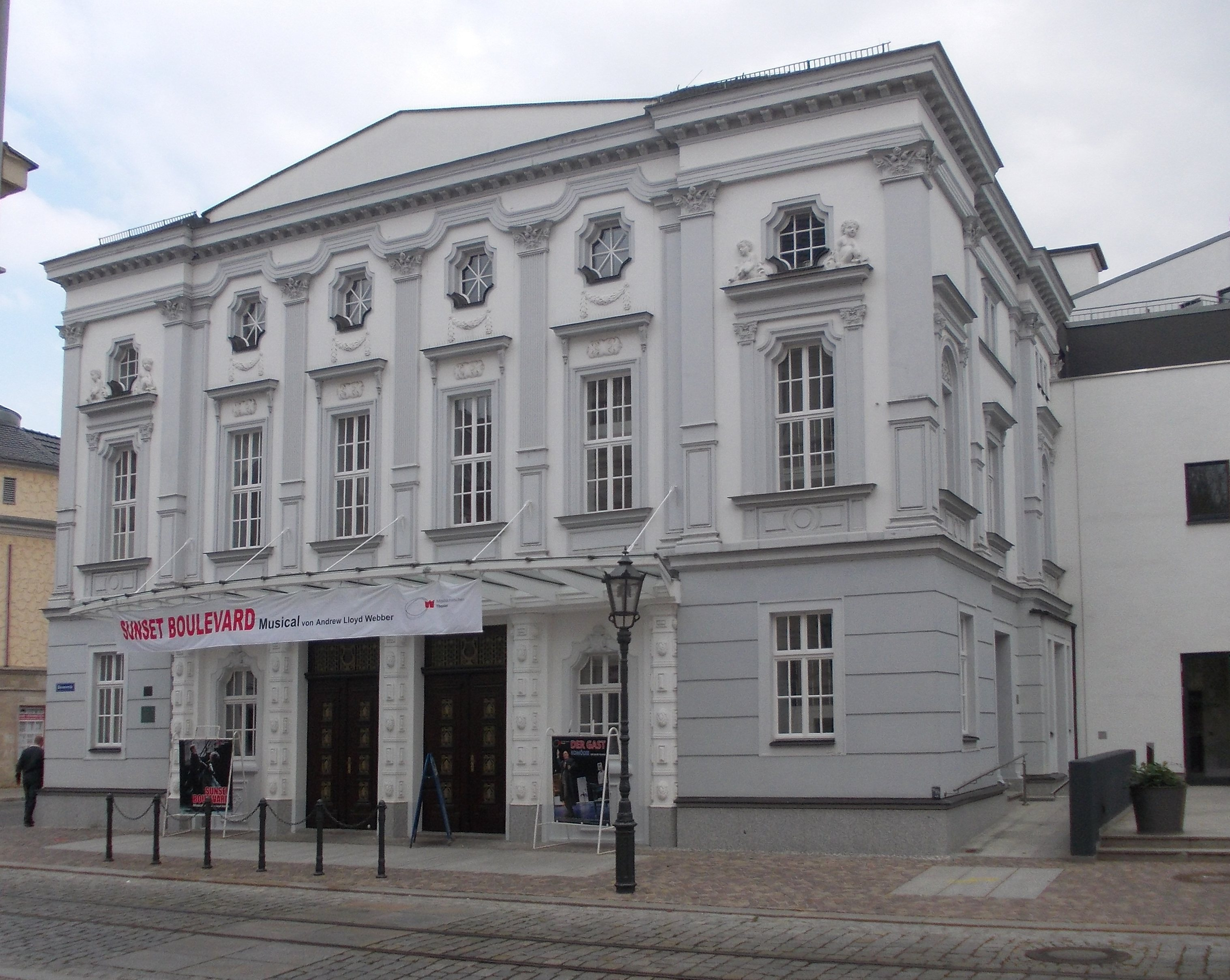
Theater Döbeln

Das Mittelsächsische Theater ging 1993 als Mittelsächsische Theater und Philharmonie gGmbH aus der Fusion der Stadttheater Freiberg und Döbeln hervor. Es umfasst die Sparten Schauspiel, Musiktheater und Philharmonie.

## Geschichte
In Freiberg, wo sich das älteste Stadttheater der Welt – das heißt die älteste im angestammten historischen Gebäude verbliebene Institution – befindet, begann die Theatergeschichte mit fahrenden Komödianten, die für einige Aufführungen ihre „Bretter und Pfosten“ aufschlugen. 1789 hatte der Freiberger Unternehmer Johann Gotthelf Engler die Idee, sein Vermögen in einem Theater anzulegen. Er kaufte ein 1623 errichtetes Wohnhaus am Buttermarkt und ließ es zum Theater umbauen. Bereits Ostern 1790 wurde es von der damals renommierten „Secondaschen Truppe“ eröffnet. Da sich mit Kunst nicht viel Geld verdienen ließ, bot der enttäuschte Engler sein Theater nach einem Jahr der Stadt Freiberg zum Kauf an. Der Stadtrat griff zu, „[…] da ein Teiles Geld müßig in Kassen liegt […], anderen Teiles aber […] für besser erachtet wird, wenn dieses Haus in den Händen der Obrigkeit sich befindet […] und durch die Erfahrung sich bestätigt, dass überhaupt durch die Schauspiele der Nahrungsstand der Bürgerschaft gewinne“. Diese Begründung weist darauf hin, dass Freiberg schon damals eine reiche Stadt war; zudem hatte man zu jener Zeit die Erkenntnis, dass das Schauspiel den Wohlstand der Bürger fördert. Die Umwegrentabilität ist somit keine neue Entdeckung. Parallel dazu zeigt sich die Janusköpfigkeit der Aufklärung: Natürlich ist es besser, wenn die Obrigkeit dafür sorgt, dass die Theaterbesucher gebildet werden, als wenn sie sich unkontrolliert ihrem Vergnügen hingeben. 

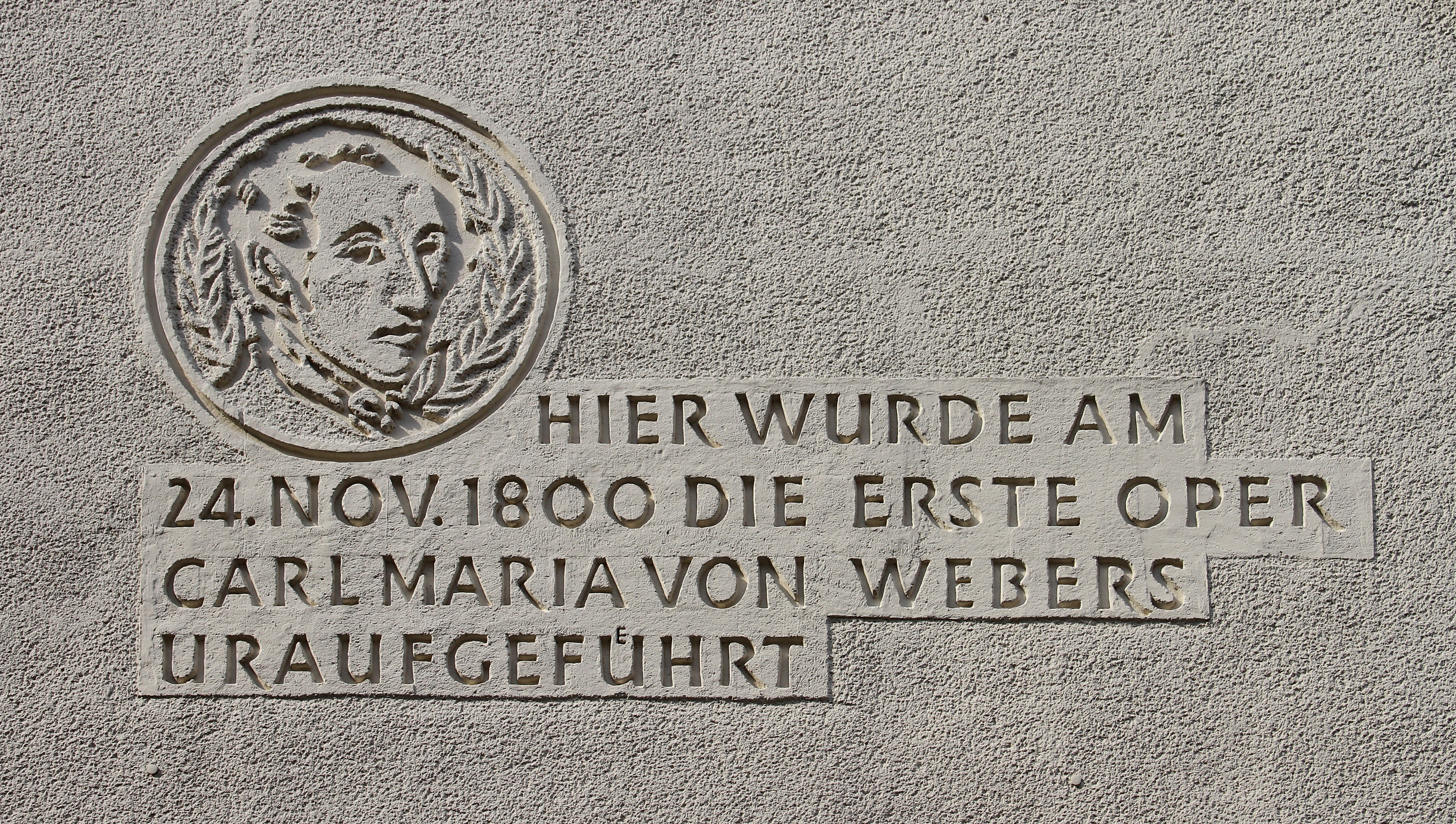
Inschrift am Freiberger Theater zur Uraufführung von Das Waldmädchen

Im Jahre 1800 lebte der junge Carl Maria von Weber einige Monate mit seinem Vater in Freiberg, und im Freiberger Stadttheater wurde das erste Bühnenwerk des jungen Komponisten uraufgeführt, Das [stumme] Waldmädchen. Der Erfolg war bescheiden. Zudem gab es Streit darüber, ob das an der Schwäche der Komposition lag oder an der des Orchesters. Jedoch begann die Karriere des damals 14-jährigen Komponisten in Freiberg. 
Die Schauspielerin Inge Keller, die 1945 zum Freiberger Ensemble gehörte, galt bis zu ihrem Tod am 6. Februar 2017 als Grande Dame des Deutschen Theaters in Berlin. Eine solche Karriere machte auch Bariton Hans-Joachim Ketelsen, dessen Weg vom Theater am Buttermarkt über Chemnitz und Dresden auf die Opernbühnen nach Bayreuth, Mailand und New York führte. 
Im letzten Viertel des 19. Jahrhunderts wurde der Theaterbau in Richtung Borngasse erweitert. 1951/1952 gab es eine Generalsanierung und einen neuen Anbau, mit dem sich das Theater um 5,50 Meter weiter auf den Buttermarkt vorschob. Zwischen 1986 und 1991 fanden erneut umfangreiche Baumaßnahmen statt. Seitdem nimmt das Theater das gesamte Häuserquartier zwischen Borngasse und Buttermarkt, Weingasse und Enger Gasse ein. Die Neugestaltung der Außenfassaden 2008/2009 lassen das auf den ersten Blick erkennen.
Einen großen Einschnitt für das Theaterleben brachte das Jahr 1989: mit seiner langjährigen Geschichte, den vielen Abonnenten und der engen Verbundenheit der Theaterfreunde einer ganzen Region war das Freiberger Stadttheater zwar nicht akut gefährdet, aber es war schwer vorstellbar, dass eine Kommune mit 40.000 Einwohnern ein Mehrspartenhaus mit Orchester finanzieren sollte. So wurde das Freiberger Theater einer der Prüfsteine des inzwischen bundesweit als vorbildlich geltenden sächsischen Kulturraumgesetzes: Institutionen von regionaler Bedeutung werden auch von der Region, d. h. von einem „Kulturraum“, zu dem sich mehrere Landkreise zusammenschließen, (mit-)finanziert. Das Theater betreffend war das 1993 der Kulturraum Mittelsachsen mit den Landkreisen Döbeln, Freiberg und Mittweida; und da es in Döbeln ebenfalls ein Theater gab, das der Kreistag gerade gegen den erbitterten Widerstand der dortigen Theaterfreunde geschlossen hatte, entstand ein neues Theaterunternehmen: die „Mittelsächsische Theater und Philharmonie gemeinnützige GmbH“ mit den Städten Freiberg und Döbeln sowie dem Landkreis Freiberg als Gesellschaftern und dem Kulturraum Mittelsachsen als größtem Geldgeber. Seit April 2017 wird das Theater durch die François Maher Presley Stiftung für Kunst und Kultur direkt durch Kostenübernahmen und indirekt durch den Ankauf von Theaterkarten für Kinder aus dem Raum Mittelsachsen gefördert. Bei der Stiftung handelt es sich um die größte Einzelförderin des Theaters.

## Organisation
Das Mittelsächsische Theater finanziert sich aus Zuschüssen der Städte Freiberg und Döbeln sowie des Freistaats Sachsen im Rahmen des Sächsischen Kulturraumgesetzes. Die derzeitige Theaterleitung (August 2022) besteht aus dem Geschäftsführer Hans Peter Ickrath, dem Intendanten Sergio Lukovic, dem Generalmusikdirektor Atilio Tomasello sowie einem Technischen Direktor, die Schauspieldirektorin, die Oberspielleitern Oper, dem Chordirektor und die Chefdisponentin. Das Mittelsächsische Theater Freiberg und Döbeln verfügte 2017/18 über einen Etat von 10,2 Mio. Euro, davon 9,2 Mio. Zuschüsse. Eine Erhöhung der Zuschüsse erfolgt ab dieser Spielzeit durch die Gesellschafter Universitätsstadt Freiberg, Stadt Döbeln und Landkreis Mittelsachsen.
Das Personal umfasst neben Leitung, 15 Schauspieler, 9 Sänger (die Theaterleitung setzt nun mehr auf Gäste) und 16 Chormitglieder sowie das Orchester, die Mittelsächsische Philharmonie, mit 48 Musikern. Insgesamt verfügt das Theater über 170 Mitarbeiterstellen. Die Besucherzahl betrug 2016/2017 ca. 81.000, 2017/2018 ca. 85.000, 2018/2019 ca. 91.500, den Besuchern standen dabei etwa 600 Vorstellungen im Jahr zur Auswahl.
Seine Jugendarbeit betrieb das Mittelsächsische Theater als Jugendtheater Mittelsachsen. Das Junge Theater Döbeln gründete der dortige Förderverein des Theaters, nachdem 2008 die Tätigkeit des 1997 von Mittelsächsischem Theater und Lessing-Gymnasium Döbeln geschaffenen Vereins Jugendtheater Döbeln endete. Aus der Bündelung der Vereine Theaterjugendclub Freiberg und Junges Theater Döbeln entstand das (Mittelsächsische) Jugendtheater mit einer eigenen Leitung.

## Spielstätten
Zweite Hauptspielstätte des Ensembles wurde das Döbelner Stadttheater; es gab aber auch Lesungen und Konzerte, Aufführungen in Schulen und unter freiem Himmel im gesamten Kulturraum. Das Theater und der Kulturraum bereiteten so gewissermaßen den Weg für den neuen Landkreis Mittelsachsen, der 2008 aus den Altkreisen Döbeln, Freiberg und Mittweida gebildet wurde – kurz nachdem das Theater mit der Seebühne Kriebstein auch im dritten der drei Altkreise eine große feste Spielstätte hatte. Die Kreisreform wirkte sich auch auf die Theaterverfassung aus: der neue Landkreis Mittelsachsen ersetzte den Landkreis Freiberg als Mitgesellschafter des Theaters; und da ein Kulturraum per definitionem aus mehreren Landkreisen bestehen muss, entstand der neue Kulturraum „Erzgebirge-Mittelsachsen“.
Auch in Döbeln, wo das heutige Theatergebäude 1872 entstand, lassen sich Aufführungen bis zurück ins 18. Jahrhundert nachweisen. Ab 1954 befand sich das dortige Theater in der Trägerschaft des Kreises Döbeln, bis der damalige Kreistag 1992 die Schließung entschied. Die Stadt Döbeln sorgte nach wenigen Monaten für eine Wiedereröffnung, indem sie als Gesellschafter bei der neu gegründeten Mittelsächsischen Theater und Philharmonie gGmbH einstieg. Über die Beseitigung der umfangreichen, durch die Hochwasserereignisse von 2002 und 2013 verursachten Schäden hinaus erhielt das Gebäude 2007 einen Anbau mit einer Studiobühne. 2011/12 wurde der Saal umfangreich rekonstruiert.
Als Sommerspielstätte nutzt das Mittelsächsische Theater seit 2007 die Seebühne Kriebstein, deren Bühne sich auf der Wasserfläche der Talsperre Kriebstein befindet. Diese Spielstätte verfügt seit 2008 über feste Zuschauerränge mit 850 Plätzen.
Weitere Spielorte des Mittelsächsischen Theaters sind (Stand Spielzeit 2015/16) die Nikolaikirche Freiberg, der Hof des Schlosses Freudenstein, die Stadtkirche St. Nikolai in Döbeln und das Herrenhaus in Gödelitz.